# Гай Бебий (трибун 111 пр.н.е.)
Гай Бебий (на латински: Gaius Baebius) e политик на Римската република през края на 2 век пр.н.е. Произлиза от фамилията Бебии.
През 111 пр.н.е. Гай Бебий е народен трибун заедно с Гай Мемий. Консули тази година са Луций Калпурний Бестия и Публий Корнелий Сципион Назика Серапион. Колегата му Гай Мемий поканва в Рим Югурта, царя на Нумидия, който говори пред едно народно събиране.